# Masters John Godfery
Masters John Godfery est un naturaliste britannique spécialiste des orchidées. Il est né en 1856 et mort le 9 avril 1945 à Torquay.

## Biographie
M. J. Godfery fut un naturaliste passionné par les orchidées. Il suivit les pas de Charles Darwin, sur la recherche et l'étude de nombreuses espèces d'orchidées européennes et de leur taxinomie. Il a principalement travaillé sur les espèces d'orchidées originaires de la Grande-Bretagne en collaboration avec sa femme Hilda Margaret Godfery (1881-1930) dont les illustrations sont des chefs-d'œuvre de la littérature sur les orchidées. Ses recherches à propos de la pollinisation spécifique des Ophrys furent capitales pour en comprendre le sens,. Il décrit nombre d'espèces d'orchidées à l'instar d'Epipactis leptochila et Epipactis muelleri.

## Œuvres
- The Mediterranean Naturalist, Godfery, M.J., 1892
- Orchiserapias triloba and Orchiserapias pisanensis, Orchis Rewiew, Godfery, M.J., 1925
- The fertilisation of Ophrys speculum, Ophrys lutea and Ophrys fusca, Godfery, M.J., 1925
- Monograph and iconograph of native British Orchidaceae, Cambridge, Godfery, M.J., University press, 1933 (Lire en ligne)

## Hommage taxonomique
- Serapias godferyi A.Camus